# Karlowy Vary
Karlowy Vary bio je hrvatski rock sastav osnovan 1982., izvorno pod imenom Korowa bar.

1985. objavljuju album LeFemme te se nakon nekoliko održanih koncerata 1986. razilaze. Poseban stil i dojam ovom sastavu davala je pjevačica i performerica Varja Orlić. Karlowy Vary surađivali su s nekoliko uspješnih glazbenika te se na njihovom albumu pojavila Margita Stefanovićiz sastava Ekatarina Velika svirajući na analognom suptraktivnom sintisajzeru (Oberheim Ob8) koji je, za tu priliku, programirao skladatelj i glazbenik Stanko Juzbašić.

## Diskografija

### Albumi
- 1984. - Karlowy Vary - nikad objavljen, ali sačuvan demosnimak.[6]
- 1985. - LeFemme (PGP RTB)

## Vanjske poveznice
- Discogs.com - diskografija sastava Karlowy Vary